# Národní park Centrální Balkán
Národní park Centrální Balkán (bulharsky Национален парк Централен Балкан) leží v srdci Bulharska, v centrální a vyšší části Stare planiny. Jeho nadmořská výška se pohybuje od 550 m u města Karlovo do 2376 m na vrcholu Botevu, nejvyššího vrcholu v pohoří. Park byl ustanoven 31. října 1991. Národní park Centrální Balkán je třetí největší chráněné území (a druhý největší národní park) v Bulharsku s rozlohou 717 km² o celkové délce 85 km měřené od západu na východ a průměrná šířce 10 km. Leží na území 5 z 28 oblastí Bulharska: Lovečská, Gabrovská, Sofijská, Plovdivská a Starozagorská. V národním parku leží devět přírodních rezervací pokrývajících 28 % jeho území: Boatin, Caričina, Kozja Stena, Steneto, Severen Džendem, Peešti skali, Sokolna, Džendema a Stara Reka.
Národní park Centrální Balkán je jedním z největších a nejcennějších chráněných území v Evropě. Mezinárodní svaz ochrany přírody zařadil park do kategorie II. Národní park a osm z devíti přírodních rezervací jsou na seznamu reprezentativních chráněných oblastí OSN a čtyři přírodní rezervace jsou zařazeny do Světové sítě biosférických rezervací v rámci programu UNESCO Člověk a biosféra. Je plnoprávným členem PAN Parks pod vedením WWF. Od roku 2017 jsou prastaré bukové pralesy ve všech devíti parkových rezervacích zahrnuty do světového dědictví pod názvem Původní bukové lesy Karpat a dalších oblastí Evropy.
Park spadá do suchozemského ekoregionu horských smíšených lesů Rodop palearktického mírného listnatého a smíšeného lesa. Je domovem vzácných a ohrožených druhů a společenstev volně žijících živočichů, samoregulujících se ekosystémů biologické rozmanitosti i historických památek světového kulturního a vědeckého významu. Flóra je zastoupena 2340 druhy a poddruhy rostlin, lesy zabírají 56 % celkové plochy. Žije zde 59 druhů savců, 224 druhů ptáků, 14 druhů plazů, 8 druhů obojživelníků a 6 druhů ryb a také 2387 druhů bezobratlých.

## Historie

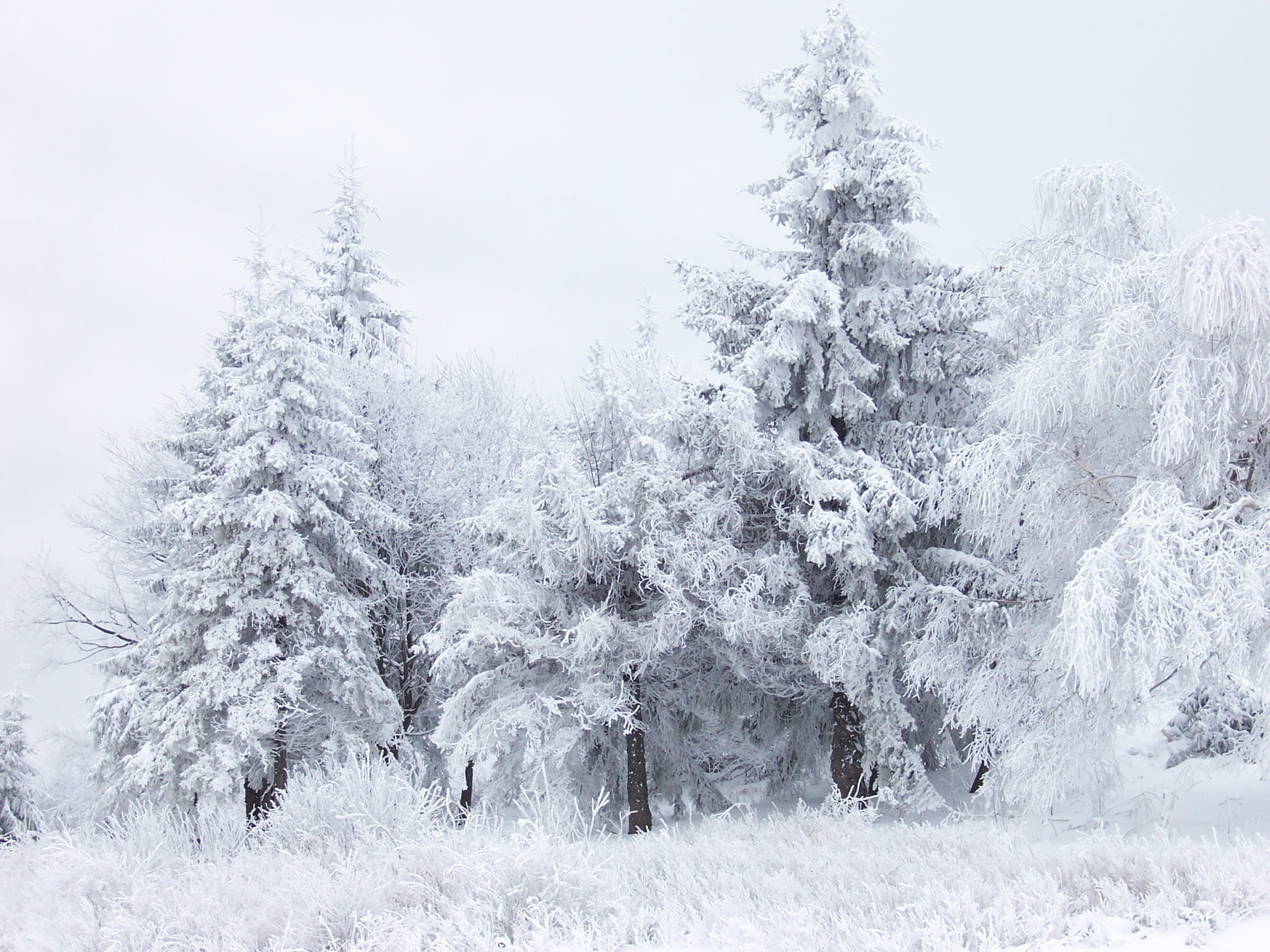
Park v zimě

Národní park Střední Balkán byl založen v roce 1991 s cílem zachovat jedinečnou přírodní scenérii a dědictví této oblasti a chránit zvyky a živobytí místních obyvatel. Park spravuje Ředitelství parku, regionální orgán Ministerstva životního prostředí a vod. Ředitelství zapojuje do plnění svých cílů místní organizace, dobrovolníky a milovníky hor.

### Statistiky parku
- Rozloha: 71 669,5 hektarů
- Celková délka: 85 km
- Průměrná šířka: 10 km
- Nejvyšší vrchol: Botev s nadmořskou výškou 2 376 m n. m.
- Nejnižší nadmořská výška: u Karlova, asi 500 m n. m.
- Zalesněná plocha: 44 000 hektarů
- Plocha bez stromů: 27 700 hektarů
- 70 % všech ekosystémů je přirozených
- Nachází se zde 9 přírodních rezervací s celkovou rozlohou 20 019 hektarů

## Ekosystémy

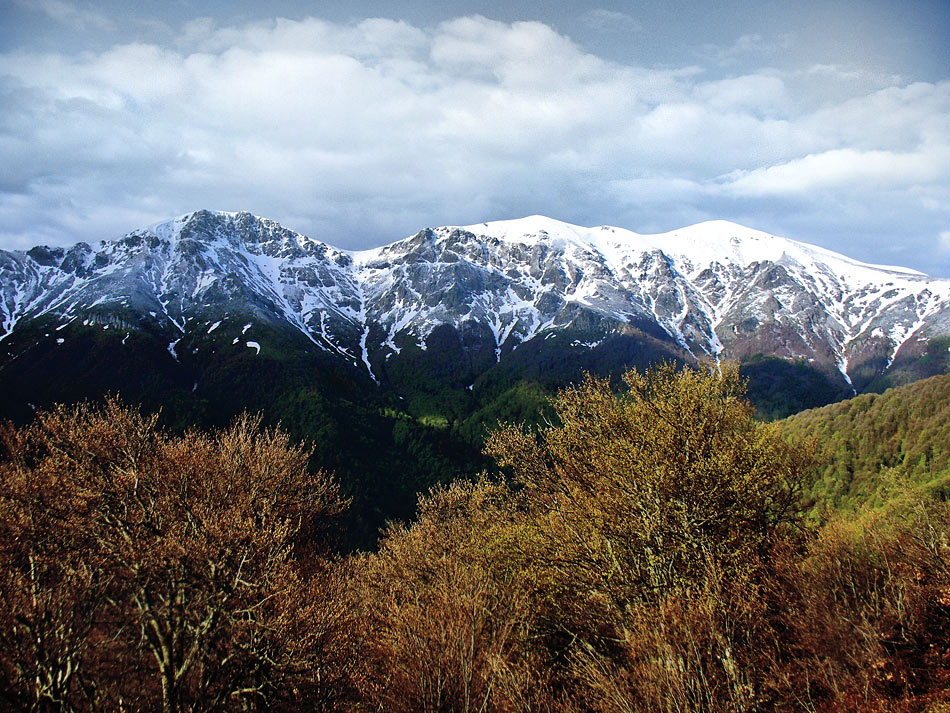
Masiv Triglavu

Většinu parku pokrývají staleté bukové, smrkové, jedlové, habrové a dubové lesy. Na území parku byla zjištěna více než polovina bulharské flóry, z toho 10 druhů a 2 poddruhy jsou endemické a nevyskytují se nikde jinde na světě. Více než 130 vyšších rostlin a živočichů, vyskytujících se v národním parku, je zapsáno v bulharském a světovém Červeném seznamu ohrožených druhů.
Našlo se tu 166 druhů léčivých rostlin, z nich 12 je chráněno zákonem. Kromě toho tu roste 229 druhů mechů, 256 druhů hub a 208 druhů řas. Centrální část Staré planiny je domovem 70 % všech bezobratlých organismů a 62 % všech obratlovců v Bulharsku. Vyskytuje se zde 224 druhů ptáků, což z národního parku Centrální Balkán činí významné mezinárodní ptačí útočiště.
Projekt CORINE BIOTOPS financovaný z prostředků EU vytvořil metodiku klasifikace biotopů, v Národním parku Centrální Balkán je zastoupeno 49 typů biotopů klasifikovaných tímto projektem. Z nich je 24 zahrnuto na „Seznamu ohrožených stanovišť“, která vyžadují zvláštní ochranná opatření podle Úmluvy EU o stanovištích.

## Krajina
Na území parku se nacházejí rozsáhlé vysokohorské louky, kolmé skalní stěny, srázy, hluboké kaňony, vodopády a také četné vrcholy, z nichž asi 20 leží ve výšce 2000 metrů a více. Národní park Centrální Balkán je oblíbeným místem turistů, přírodovědců i vědců.